# Saint-Pierre-le-Vieux (Lozère)
Pour les articles homonymes, voir Saint-Pierre et Saint-Pierre-le-Vieux.
Saint-Pierre-le-Vieux est une commune française située dans le nord-ouest du département de la Lozère, en région Occitanie.
Exposée à un climat de montagne, elle est drainée par la Truyère, le ruisseau de Galastre, le ruisseau de Mazeyrac et par divers autres petits cours d'eau. La commune possède un patrimoine naturel remarquable composé d'une zone naturelle d'intérêt écologique, faunistique et floristique.
Saint-Pierre-le-Vieux est une commune rurale qui compte 314 habitants en 2022.  Elle fait partie de l'aire d'attraction de Saint-Chély-d'Apcher. Ses habitants sont appelés les Saint-Pierreux ou Saint-Pierreuses.

## Géographie

### Communes limitrophes
Les communes limitrophes sont  Blavignac, Le Malzieu-Ville, Prunières et Saint-Chély-d'Apcher.
| Blavignac            |                       | Le Malzieu-Ville |
|                      | Saint-Pierre-le-Vieux |                  |
| Saint-Chély-d'Apcher |                       | Prunières        |

### Climat
Pour des articles plus généraux, voir Climat de l'Occitanie et Climat de la Lozère.
En 2010, le climat de la commune est de type climat océanique altéré, selon une étude s'appuyant sur une série de données couvrant la période 1971-2000. En 2020, Météo-France publie une typologie des climats de la France métropolitaine dans laquelle la commune est exposée à un climat de montagne ou de marges de montagne et est dans la région climatique Sud-est du Massif Central, caractérisée par une pluviométrie annuelle de 1 000 à 1 500 mm, minimale en été, maximale en automne.
Pour la période 1971-2000, la température annuelle moyenne est de 8 °C, avec une amplitude thermique annuelle de 15,6 °C. Le cumul annuel moyen de précipitations est de 836 mm, avec 9,5 jours de précipitations en janvier et 6,2 jours en juillet. Pour la période 1991-2020, la température moyenne annuelle observée sur la station météorologique la plus proche, située sur la commune de Paulhac-en-Margeride à 12 km à vol d'oiseau, est de 7,9 °C et le cumul annuel moyen de précipitations est de 1 061,2 mm,. Pour l'avenir, les paramètres climatiques de la commune estimés pour 2050 selon différents scénarios d'émission de gaz à effet de serre sont consultables sur un site dédié publié par Météo-France en novembre 2022.

### Milieux naturels et biodiversité

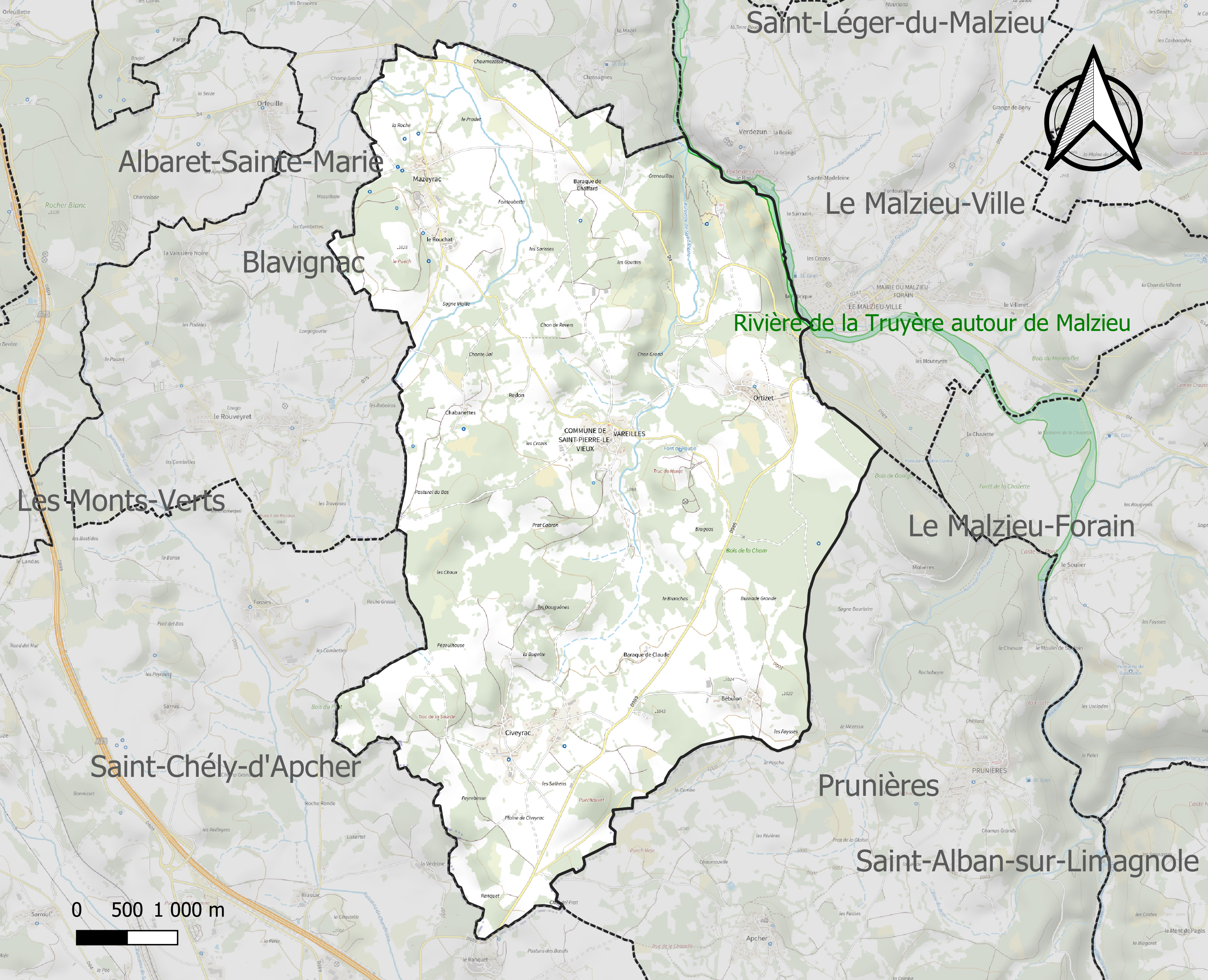
Carte de la ZNIEFF de type 1 localisée sur la commune.

L’inventaire des zones naturelles d'intérêt écologique, faunistique et floristique (ZNIEFF) a pour objectif de réaliser une couverture des zones les plus intéressantes sur le plan écologique, essentiellement dans la perspective d’améliorer la connaissance du patrimoine naturel national et de fournir aux différents décideurs un outil d’aide à la prise en compte de l’environnement dans l’aménagement du territoire.
Une ZNIEFF de type 1 est recensée sur la commune :
la « rivière de la Truyère autour de Malzieu » (65 ha), couvrant 6 communes du département.

## Urbanisme

### Typologie
Au 1er janvier 2024, Saint-Pierre-le-Vieux est catégorisée commune rurale à habitat dispersé, selon la nouvelle grille communale de densité à sept niveaux définie par l'Insee en 2022.
Elle est située hors unité urbaine. Par ailleurs la commune fait partie de l'aire d'attraction de Saint-Chély-d'Apcher, dont elle est une commune de la couronne,. Cette aire, qui regroupe 22 communes, est catégorisée dans les aires de moins de 50 000 habitants,.

### Occupation des sols
L'occupation des sols de la commune, telle qu'elle ressort de la base de données européenne d’occupation biophysique des sols Corine Land Cover (CLC), est marquée par l'importance des territoires agricoles (56,7 % en 2018), une proportion sensiblement équivalente à celle de 1990 (56 %). La répartition détaillée en 2018 est la suivante : 
prairies (51 %), forêts (39,9 %), zones agricoles hétérogènes (5,6 %), milieux à végétation arbustive et/ou herbacée (3,4 %). L'évolution de l’occupation des sols de la commune et de ses infrastructures peut être observée sur les différentes représentations cartographiques du territoire : la carte de Cassini (XVIIIe siècle), la carte d'état-major (1820-1866) et les cartes ou photos aériennes de l'IGN pour la période actuelle (1950 à aujourd'hui).

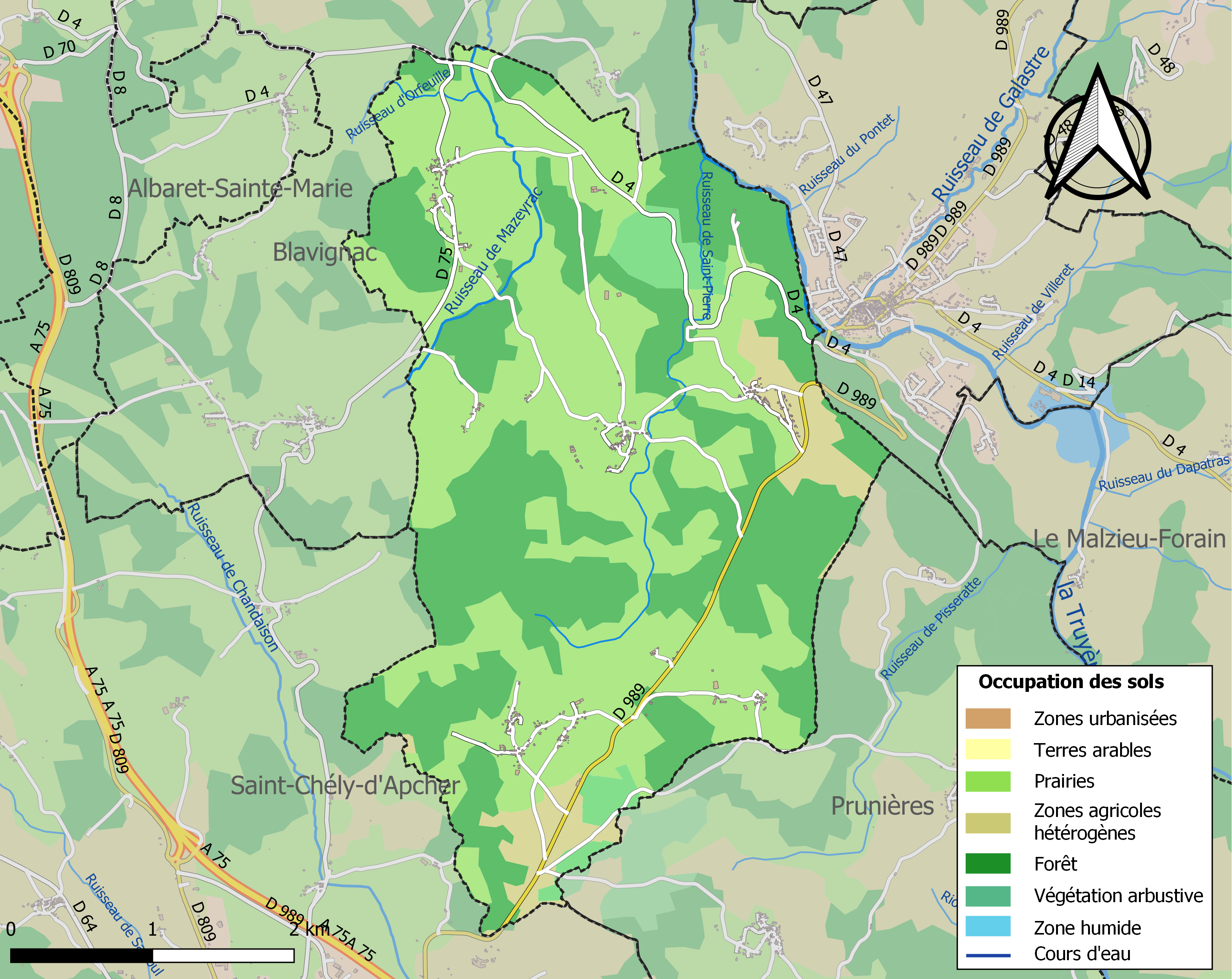
Carte des infrastructures et de l'occupation des sols de la commune en 2018 (CLC).

### Risques majeurs
Le territoire de la commune de Saint-Pierre-le-Vieux est vulnérable à différents aléas naturels : météorologiques (tempête, orage, neige, grand froid, canicule ou sécheresse), feux de forêts et séisme (sismicité faible). Il est également exposé à un risque particulier : le risque de radon. Un site publié par le BRGM permet d'évaluer simplement et rapidement les risques d'un bien localisé soit par son adresse soit par le numéro de sa parcelle.

#### Risques naturels
Saint-Pierre-le-Vieux est exposée au risque de feu de forêt. Un plan départemental de protection des forêts contre les incendies (PDPFCI) a été approuvé en décembre 2014 pour la période 2014-2023. Les mesures individuelles de prévention contre les incendies sont précisées par divers arrêtés préfectoraux et s’appliquent dans les zones exposées aux incendies de forêt et à moins de 200 mètres de celles-ci. L’arrêté du 23 mars 2018, complété par un arrêté de 2020, réglemente l'emploi du feu en interdisant notamment d’apporter du feu, de fumer et de jeter des mégots de cigarette dans les espaces sensibles et sur les voies qui les traversent sous peine de sanctions. L'arrêté du 23 août 2021, abrogeant un arrêté de 2002, rend le débroussaillement obligatoire, incombant au propriétaire ou ayant droit,,.
Par ailleurs, afin de mieux appréhender le risque d’affaissement de terrain, l'inventaire national des cavités souterraines permet de localiser celles situées sur la commune.
La commune a été reconnue en état de catastrophe naturelle au titre des dommages causés par les inondations et coulées de boue survenues en 1982, 1994 et 2003. 

#### Risque particulier
Dans plusieurs parties du territoire national, le radon, accumulé dans certains logements ou autres locaux, peut constituer une source significative d’exposition de la population aux rayonnements ionisants. Certaines communes du département sont concernées par le risque radon à un niveau plus ou moins élevé. Selon la classification de 2018, la commune de Saint-Pierre-le-Vieux est classée en zone 3, à savoir zone à potentiel radon significatif.

## Histoire
Village d'origine mérovingienne et peut-être antérieure.
La paroisse a été transférée à Vareilles en 1846.

## Politique et administration
| Période | Période  | Identité        | Étiquette | Qualité |
| ------- | -------- | --------------- | --------- | ------- |
| 2001    | 2014     | Michel Larguier |           |         |
| 2014    | En cours | Joël Rouquet    |           |         |

## Démographie

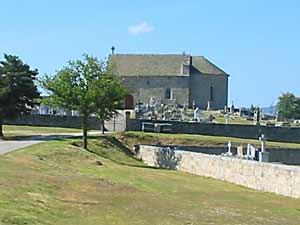
Chapelle de Roc-Saint-Pierre

L'évolution du nombre d'habitants est connue à travers les recensements de la population effectués dans la commune depuis 1793. Pour les communes de moins de 10 000 habitants, une enquête de recensement portant sur toute la population est réalisée tous les cinq ans, les populations de référence des années intermédiaires étant quant à elles estimées par interpolation ou extrapolation. Pour la commune, le premier recensement exhaustif entrant dans le cadre du nouveau dispositif a été réalisé en 2008.

En 2022, la commune comptait 314 habitants, en évolution de −0,32 % par rapport à 2016 (Lozère : +0,11 %, France hors Mayotte : +2,11 %).
| 1793 | 1800 | 1806 | 1821 | 1831 | 1836 | 1841 | 1846 | 1851 |
| ---- | ---- | ---- | ---- | ---- | ---- | ---- | ---- | ---- |
| 552  | 520  | 465  | 462  | 395  | 468  | 383  | 490  | 465  |

| 1856 | 1861 | 1866 | 1872 | 1876 | 1881 | 1886 | 1891 | 1896 |
| ---- | ---- | ---- | ---- | ---- | ---- | ---- | ---- | ---- |
| 429  | 427  | 452  | 505  | 511  | 505  | 526  | 519  | 516  |

| 1901 | 1906 | 1911 | 1921 | 1926 | 1931 | 1936 | 1946 | 1954 |
| ---- | ---- | ---- | ---- | ---- | ---- | ---- | ---- | ---- |
| 529  | 559  | 542  | 471  | 359  | 357  | 334  | 310  | 285  |

| 1962 | 1968 | 1975 | 1982 | 1990 | 1999 | 2006 | 2008 | 2013 |
| ---- | ---- | ---- | ---- | ---- | ---- | ---- | ---- | ---- |
| 284  | 260  | 230  | 234  | 236  | 241  | 269  | 277  | 304  |

| 2018 | 2022 | - | - | - | - | - | - | - |
| ---- | ---- | - | - | - | - | - | - | - |
| 321  | 314  | - | - | - | - | - | - | - |

## Économie

### Revenus
En 2018, la commune compte 131 ménages fiscaux, regroupant 330 personnes. La médiane du revenu disponible par unité de consommation est de 19 740 € (20 420 € dans le département).

### Emploi
|                | 2008  | 2013  | 2018  |
| -------------- | ----- | ----- | ----- |
| Commune        | 2,4 % | 2,9 % | 4,3 % |
| Département    | 5 %   | 6,4 % | 7,1 % |
| France entière | 8,3 % | 10 %  | 10 %  |

En 2018, la population âgée de 15 à 64 ans s'élève à 185 personnes, parmi lesquelles on compte 83,2 % d'actifs (78,9 % ayant un emploi et 4,3 % de chômeurs) et 16,8 % d'inactifs,. Depuis 2008, le taux de chômage communal (au sens du recensement) des 15-64 ans est inférieur à celui de la France et du département.
La commune fait partie de la couronne de l'aire d'attraction de Saint-Chély-d'Apcher, du fait qu'au moins 15 % des actifs travaillent dans le pôle,. Elle compte 39 emplois en 2018, contre 39 en 2013 et 28 en 2008. Le nombre d'actifs ayant un emploi résidant dans la commune est de 147, soit un indicateur de concentration d'emploi de 26,6 % et un taux d'activité parmi les 15 ans ou plus de 61,3 %.
Sur ces 147 actifs de 15 ans ou plus ayant un emploi, 27 travaillent dans la commune, soit 18 % des habitants. Pour se rendre au travail, 85,7 % des habitants utilisent un véhicule personnel ou de fonction à quatre roues, 0,7 % les transports en commun, 2,7 % s'y rendent en deux-roues, à vélo ou à pied et 10,9 % n'ont pas besoin de transport (travail au domicile).

## Culture locale et patrimoine

### Lieux et monuments
- Chapelle de Roc-Saint-Pierre. L'édifice a été inscrit au titre des monuments historiques en 1986[21].
- Église romane (XIVe siècle), sur un promontoire dominant la vallée de la Truyère.

Lors de la rénovation du cimetière, découverte de sarcophages en pierre.
- La porte des Fées, qui se trouve derrière le cimetière de Saint-Pierre-le-Vieux au-dessus du Malzieu-Ville. La légende dit que si une jeune fille la franchit une nuit de pleine lune à minuit, elle se mariera dans l'année.
- Le menhir de « Pinjo Chabre » près de Mazeyrac sur la route de la Garde (représentation de la civilisation mégalithique).

### Villages et Hameaux
Bébulon
Chabanette
Civeyrac
la Baraque de Chaffard
la Baraque de Claude
le Rouchat
Combe Magne
Mazeyrac

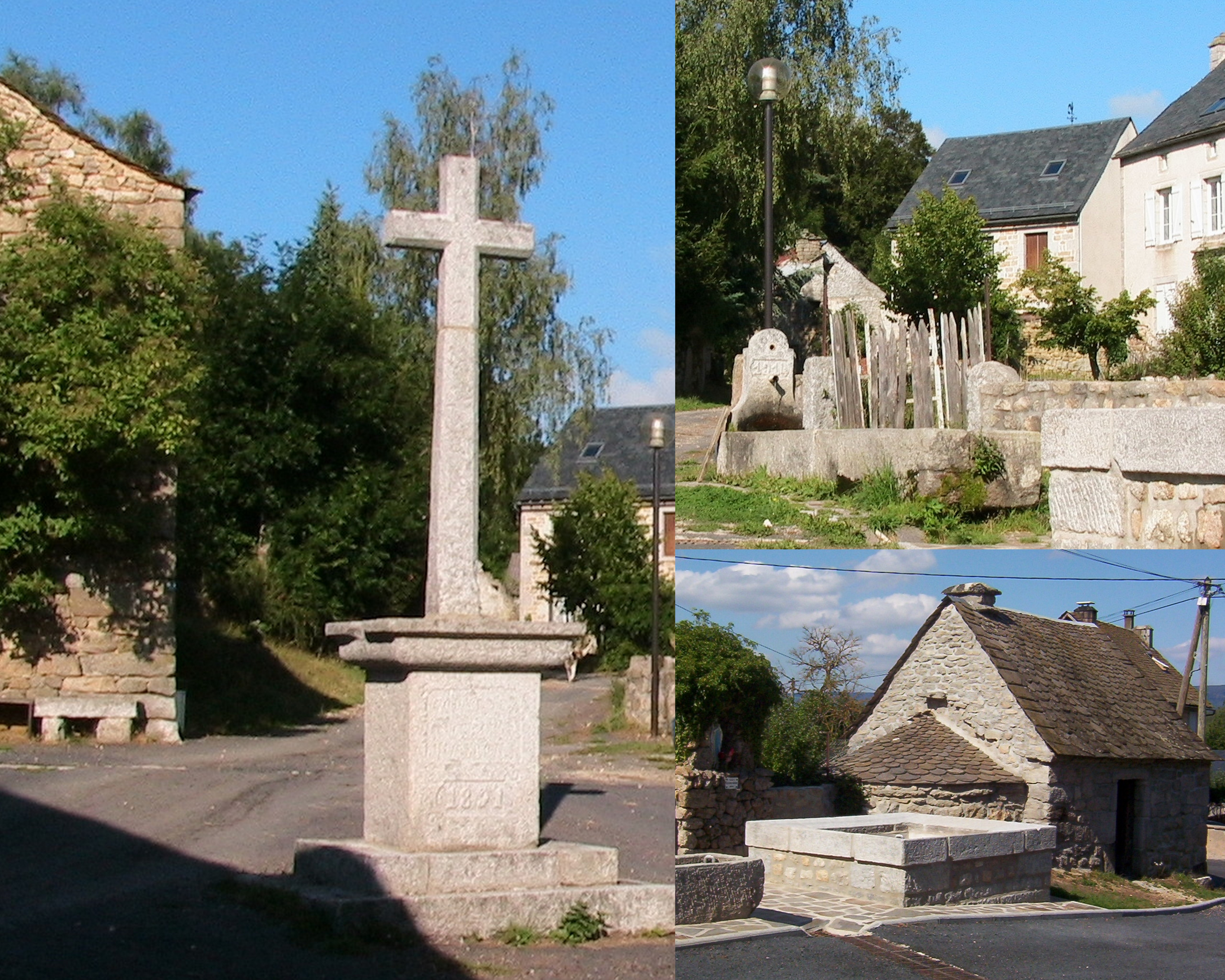
Croix, fontaine, four à pain place de Mazeyrac.

Le village possède un four commun construit sur le chemin qui traverse le hameau. Il est établi au centre de l'agglomération sur un espace public où se trouvent aussi une croix et une fontaine-abreuvoir datée de 1914.
Ortizet
Belle maison de style gévaudanais.
Redon
Vareilles
- Église Saint-François-d'Assise de Vareilles.

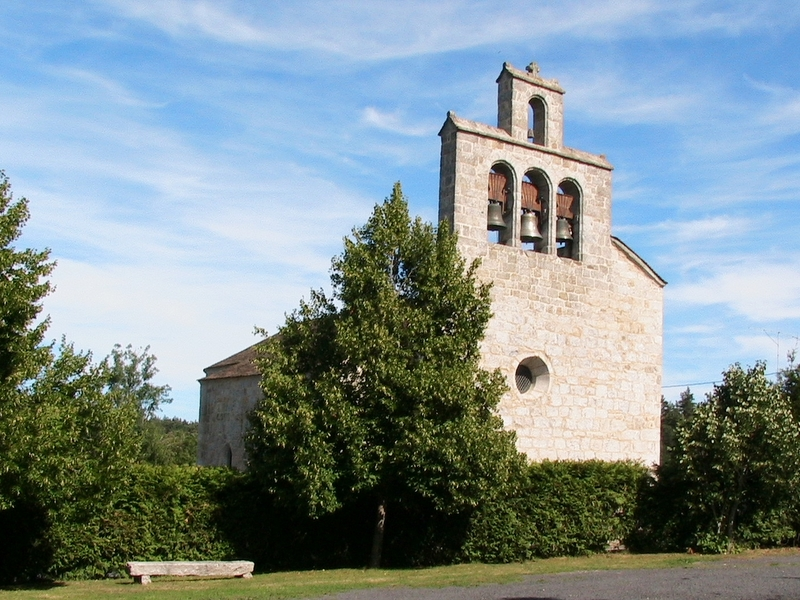
Église de Vareilles.

La construction d'une première chapelle date de 1707 à l'initiative de l'abbé Guillaume Imbert, chanoine de l'église du Malzieu. Entièrement détruite en 1843, l'église est reconstruite entre 1845 et 1849. Elle est érigée en paroisse en 1846.
Le village possède un monument aux morts de la guerre de 1914-1918, dont la description est : soldat montant la garde, les deux mains tenant par le canon un fusil dont la crosse repose sur un aigle terrassé au sol. Il est ornementé d'une croix de guerre et à ruban sur la grille d'entourage.